# Allium subvillosum
Ail presque velu
Espèce
L'Ail presque velu (Allium subvillosum) est une espèce de plantes de la famille des Amaryllidacées.